# 카이도 카베르마
카이도 카베르마(에스토니아어: Kaido Kaaberma, 러시아어: Кайдо Яковлевич Кааберма 카이도 야코블레비치 카베르마[*], 1968년 11월 18일~)는 에스토니아의 펜싱 선수, 지도자로 주 종목은 에페이다. 올림픽에 3회(1992, 1996, 2000) 출전했으며 1992년 하계 올림픽 남자 에페 개인전에서 4위에 올랐다.